# 大王墳
大王墳（おおきみふん）は、日本国内に築造された古墳のうち、考古学及び文献学的研究成果からヤマト王権の大王の葬られた墳墓であることが有力視されるものを指す。

## 概要
後の時代に畿内と称される大和盆地とその周辺一帯の地域では3世紀から6世紀にかけて、墳丘長が200メートルを超える大型古墳が多数築造された。これらは当時のヤマト政権の中核を担った有力豪族や彼らが盟主として奉戴していた大王の墳墓と考えられている。
これら大規模古墳の多くは宮内庁によって皇族の陵墓に治定されており、大々的な発掘調査を行うことが難しい状況にある。そのため具体的な被葬者の特定および治定の正確性の確認も困難な状態にあるものの、20世紀以降に多数行われた小規模な調査によって史料となる出土品やデータが蓄積された結果、大まかにではあるものの古代のヤマト政権が奉戴した大王が埋葬されたと見られる古墳が絞り込まれることとなった。

## 選定基準
大王墳の選定や築造順序の判断基準としては以下の要素が挙げられる。
- 同時代に築造された古墳の中でもその規模が突出している。
- 周辺に中小規模の古墳や陪塚が付随し、古墳群を形成している。
- 周濠や造り出し、埴輪や副葬品など、より後代の古墳に継承される特徴的な形状を有している。
- 副葬品の量や質が他の古墳を圧倒している。
- 記紀をはじめとする古代の文献史料に天皇の陵墓としての伝承が残っている。

この内墳丘の規模に関しては最も明瞭な判断基準として用いられるものの、4世紀以降は墳丘規模が拡大しており、前後の時代では大王墓候補となりうるサイズだが候補から除外される古墳が多数存在する。一方、5世紀後半以降は急速に規模が縮小しているため、これを基準に判別することが困難になっている。

## 考古学的成果から大王墳に比定される古墳の一覧
基本的に年代の古い古墳から順に列挙しているが、一部の古墳についてはより大規模な古墳と築造年代が重複している、他の大王墳に顕著な特徴が希薄などの理由から、大王墳から除外する研究者もいる。
具体的な被葬者やその候補については当該古墳の個別記事を参照。
- 箸墓古墳
- 西殿塚古墳
- 桜井茶臼山古墳(異論多数)
- メスリ山古墳(異論多数)
- 行燈山古墳
- 渋谷向山古墳
- 佐紀陵山古墳(異論多数)
- 宝来山古墳
- 佐紀石塚山古墳(異論多数)
- 五社神古墳
- 津堂城山古墳(異論多数)
- 仲ツ山古墳
- 上石津ミサンザイ古墳
- 誉田御廟山古墳
- 大仙陵古墳
- 土師ニサンザイ古墳
- 市野山古墳
- 岡ミサンザイ古墳
- 狐井城山古墳
- 鳥屋ミサンザイ古墳
- 今城塚古墳
- 見瀬丸山古墳
- 河内大塚山古墳(異論多数)